# Privíl·lia
Privíl·lia (en ucraïnès: Привілля, en rus: Приво́лье, Privólie) és un assentament urbà de l'óblast de Luhansk a Ucraïna, situada actualment a zona ocupada per la República Popular de Luhansk de la Rússia. Situada al nord-est de l'Ucraïna, forma part del municipi de Lissitxansk. La ciutat es ocupada de Rússia des de juny del 2022.

## Geografia
Privíl·lia es troba a la riba dreta del riu Donets, 89 km al nord-oest de Luhansk.

## Història
L'assentament va ser fundat el 1695 amb el nom d'Asesorske (en ucrainès, Асесорське) com un campament d'hivern dels cosacs de Zaporoges. El 1753 el Senat rus va emetre decrets sobre l'assentament de serbis, búlgars, hongaresos i altres nadius dels països balcànics de fe ortodoxa que fugien del jou turc i es trobaven al territori d'Àustria. Els colons es van unir en companyies, es van formar dos regiments d'hússars a partir d'ells, dits així pels seus comandants: Rajko Depreradović i Jovan Šević, i la unitat militar administrativa-territorial es va dir Eslavoserbia. A causa del seu reduït número, el 1764 tots dos regiments es van unir en un només, que va rebre el nom dels hússars de Bakhmut.
Al lloc d'assentament, les empreses van crear fortificacions de camp: trinxeres. El personal militar va rebre terres que havien de conrear. Els nous assentaments que van sorgir sobre la base d'unitats militars van rebre posteriorment els seus propis noms. Privíl·lia porta el seu nom actual des del 1778, després d'un breu període dient-se Pyata Rota (en ucrainès, П'ята рота). Els pagesos militars van administrar les seves granges i van protegir les fronteres de l'estat de les incursions tàrtares. Després de la conquesta del kanat de Crimea per part de l'Imperi rus el 1783, el perill va passar i els assentaments militars van ser transferits a l'estat.
Durant la Segona Guerra Mundial, de juliol del 1942 al 5 de maig del 1943, el poble va ser ocupat per tropes alemanyes.
Privíl·lia va ser elevada a la categoria de ciutat el 1963 i pertany administrativament al districte urbà de la veïna ciutat de Lissitxansk.
El 23 de juliol de 2014, durant l'ofensiva de les unitats ucraïneses involucrades en la guerra del Dombàs, Privíl·lia va ser alliberada de destacaments de combatents prorussos.
Durant la invasió d'Ucraïna de 2022, les forces russes van bombardejar la ciutat el 7 de maig (dos adolescents van ser víctimes de l'atac). Les forces russes van travessar el riu Donets i van capturar la ciutat en algun moment entre el 28 de juny i l'1 de juliol. A principis d'agost, el grup Bellingcat va informar que els vídeos publicats anteriorment de mutilació i posterior assassinat d'un soldat ucraïnès no identificat per paramilitars russos van ser geolocalitzats al balneari de Privíl·lia.

## Demografia
L'evolució de la població entre el 1897 i el 2021 va ser la següent:
| 1897 | 1908 | 1939 | 1959 | 1970   | 1979   | 1989   | 2001 | 2005 | 2010 | 2012  | 2014 | 2019 | 2021 |
| ---- | ---- | ---- | ---- | ------ | ------ | ------ | ---- | ---- | ---- | ----- | ---- | ---- | ---- |
| 986  | 1090 | 4700 | 9017 | 11 510 | 11 000 | 11 479 | 9004 | 7643 | 8048 | 7 850 | 7747 | 6970 | 6679 |

Segons el cens de 2001, la gran majoria de la població té com a llengua materna el rus (78,7%), seguits pels parlants d'ucraïnès (20,7%).

## Economia
A Privíl·lia la principal indústria minera és la d'extracció d'hulla, principalment de dues mines: Privilnyanska i H.H. Kapustin (al llarg de la seva història va haver-hi altres 4 més, però ja estan clausurades).

## Infraestructura

### Arquitectura i monuments
L'assentament és un complex commemoratiu per a aquells que van morir durant la Segona Guerra Mundial, Cap de pont Privíl·lia, inaugurat el 2010.

### Transport
Privíl·lia té una connexió regular d'autobús amb Lissitxansk. Es troba a 10 km de l'estació de Rubijne i també està connectat per un pont per als vianants amb el poble de Stara Krasnianka.

## Galeria

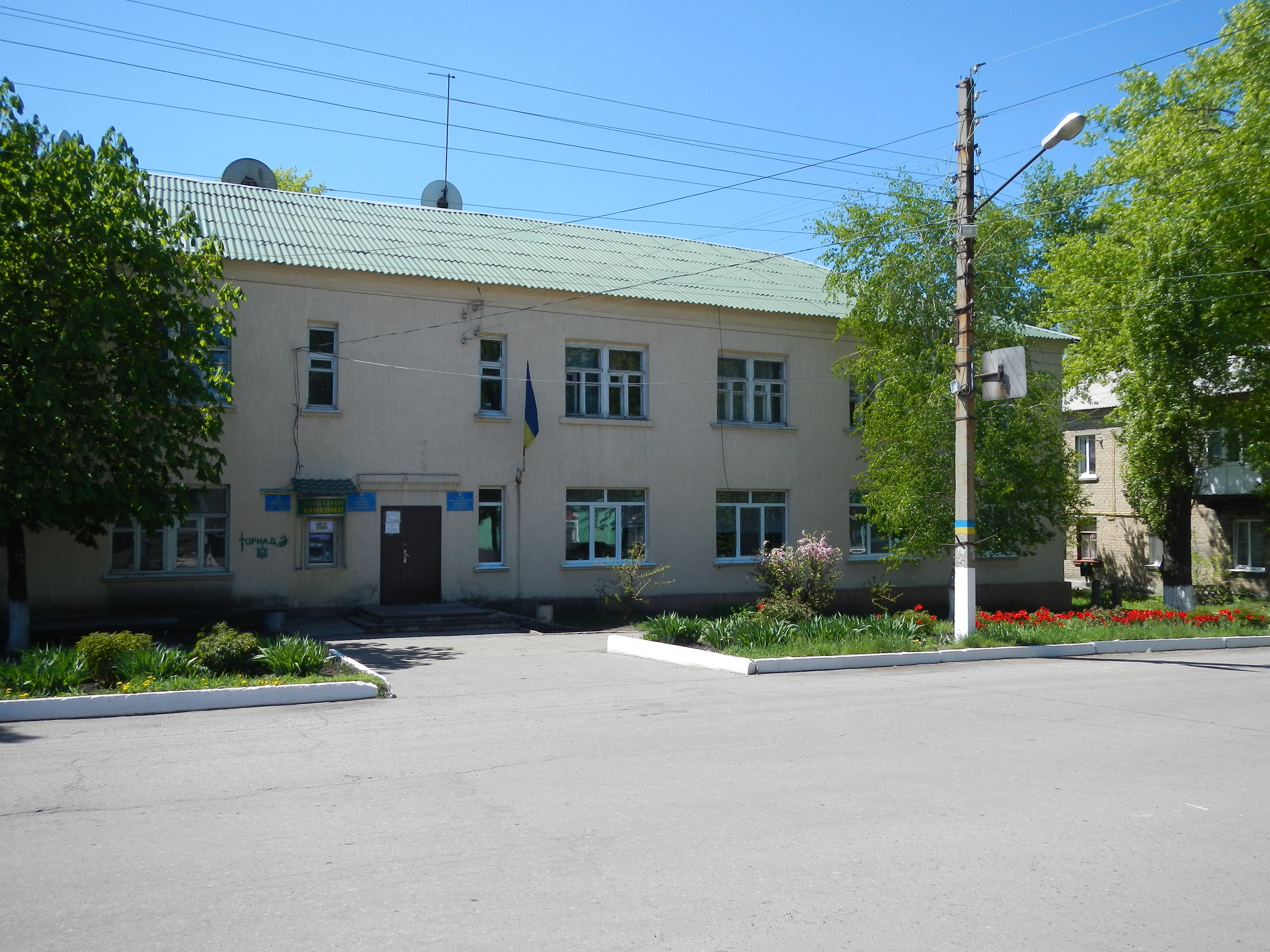
L'ajuntament de Privíl·lia
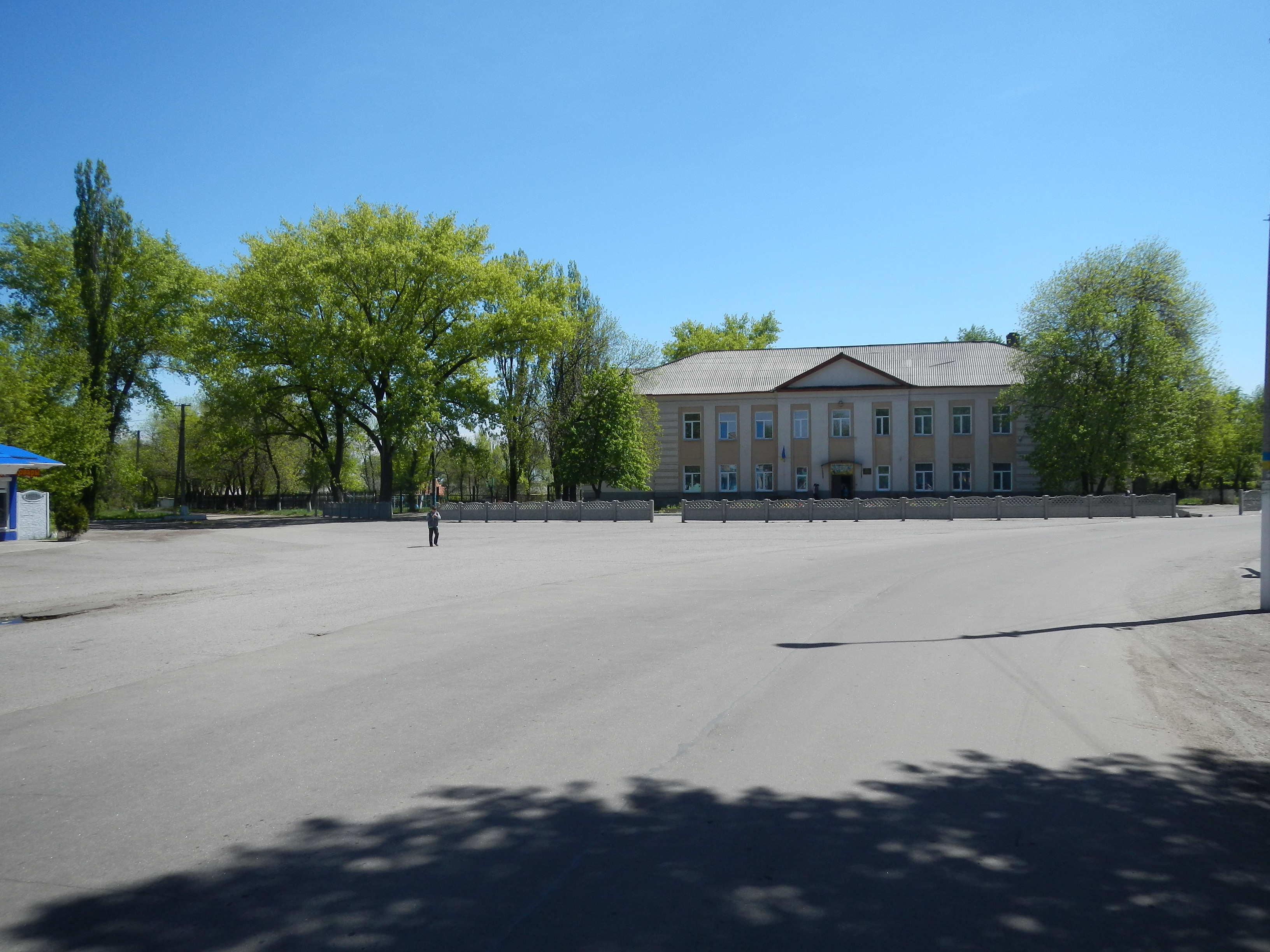
El Col·legi
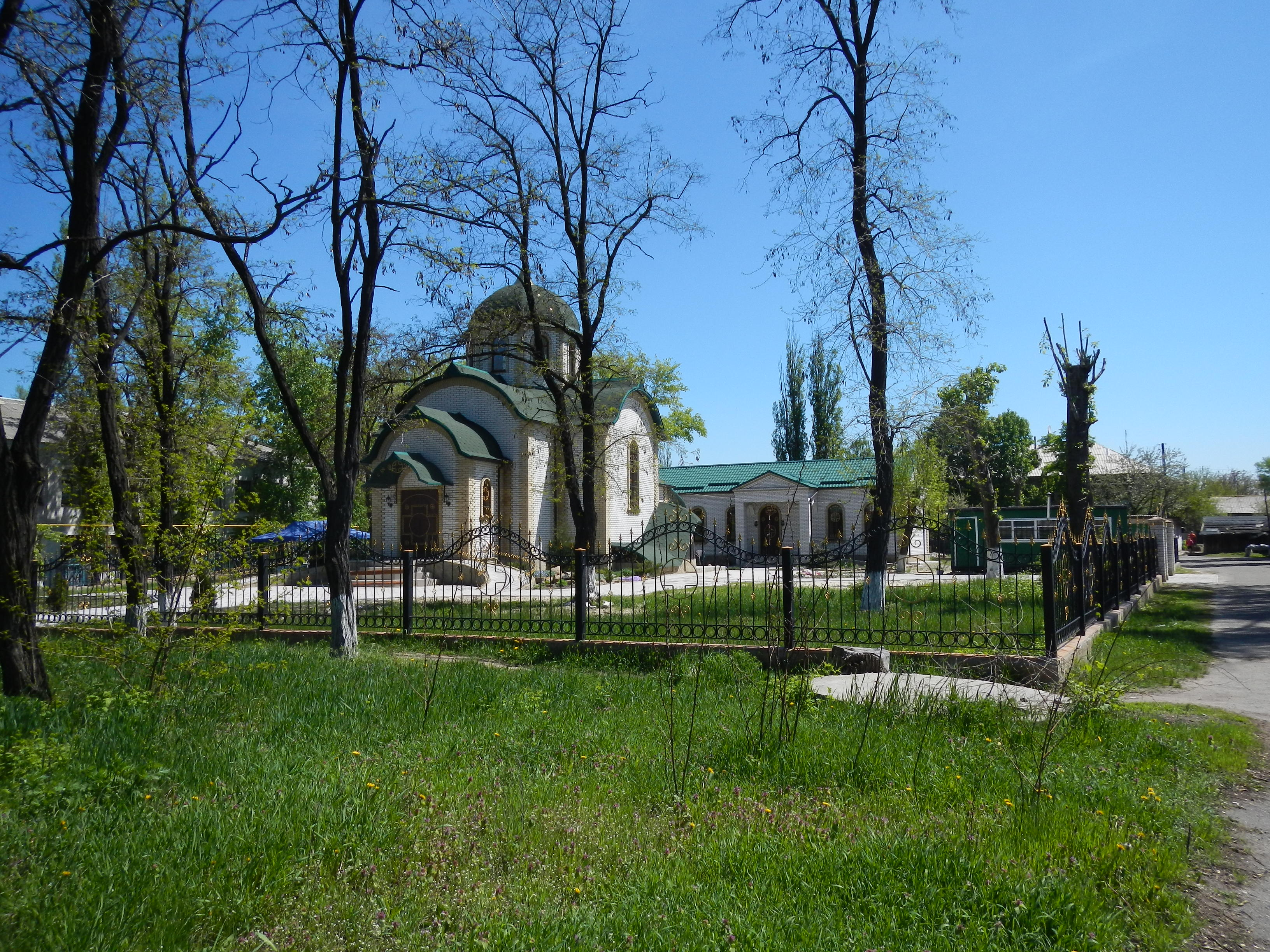
L'església de Privíl·lia
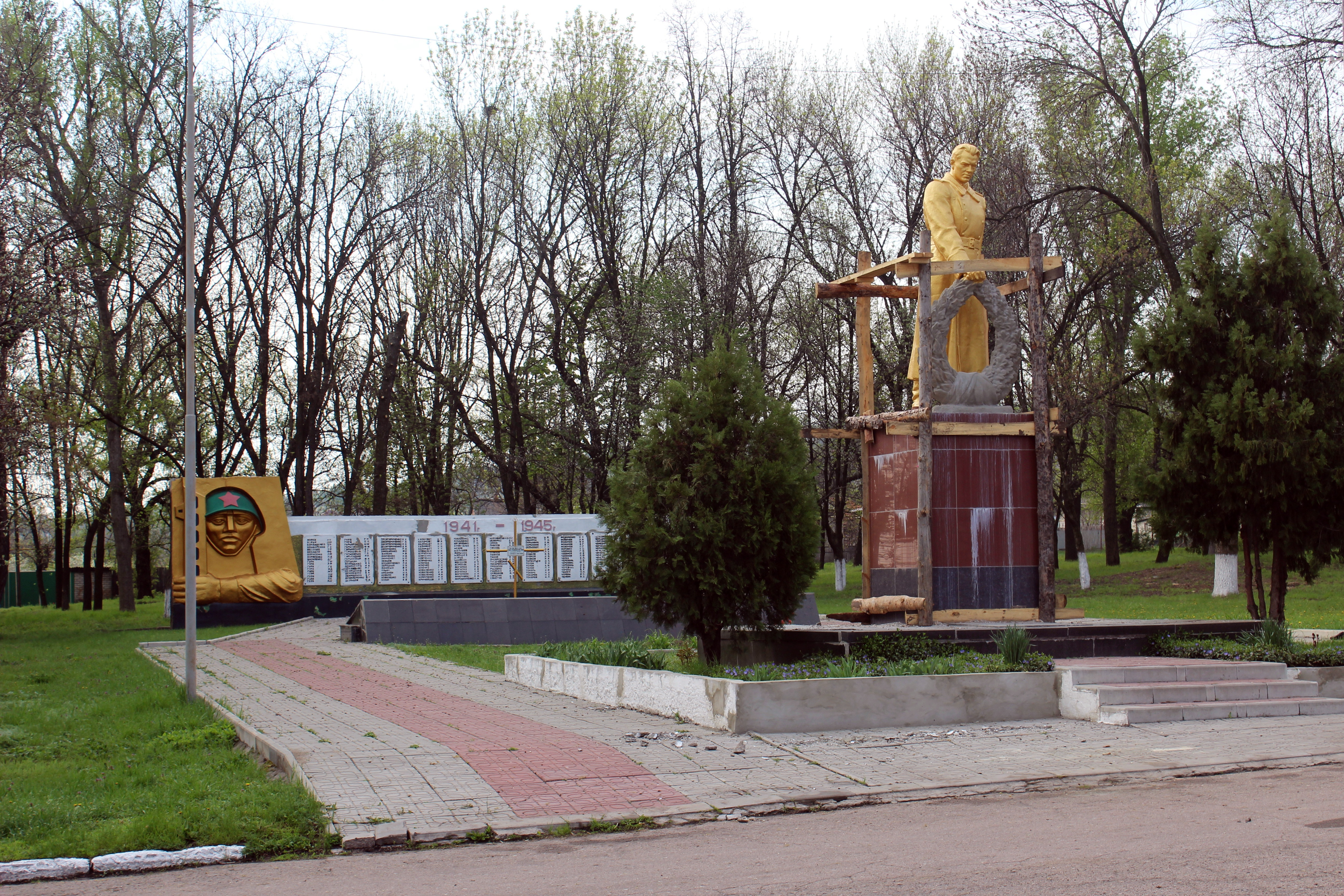
Memorial soviètic de la Segona Guerra Mundial
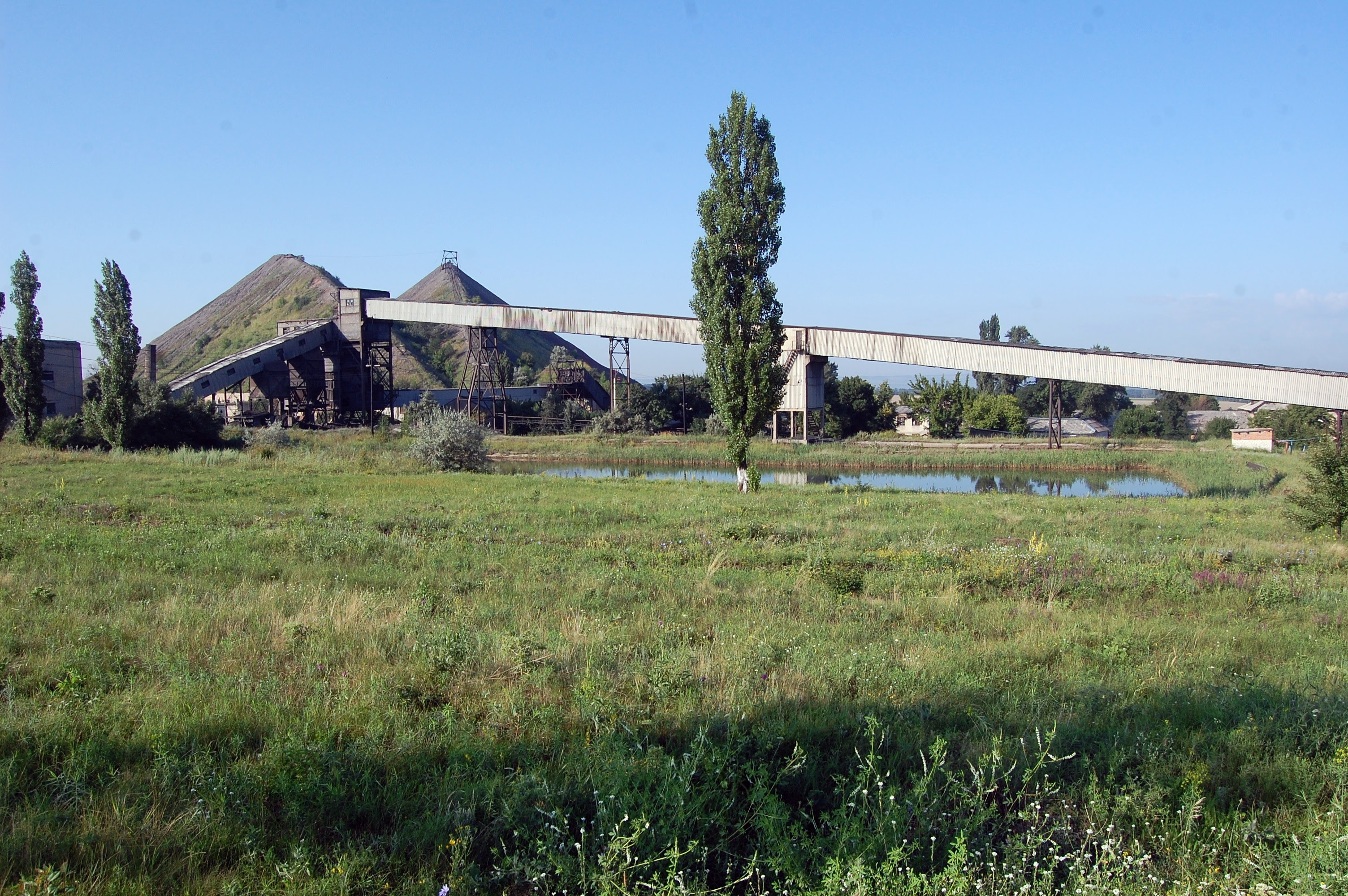
Mina de H.H. Kapustin
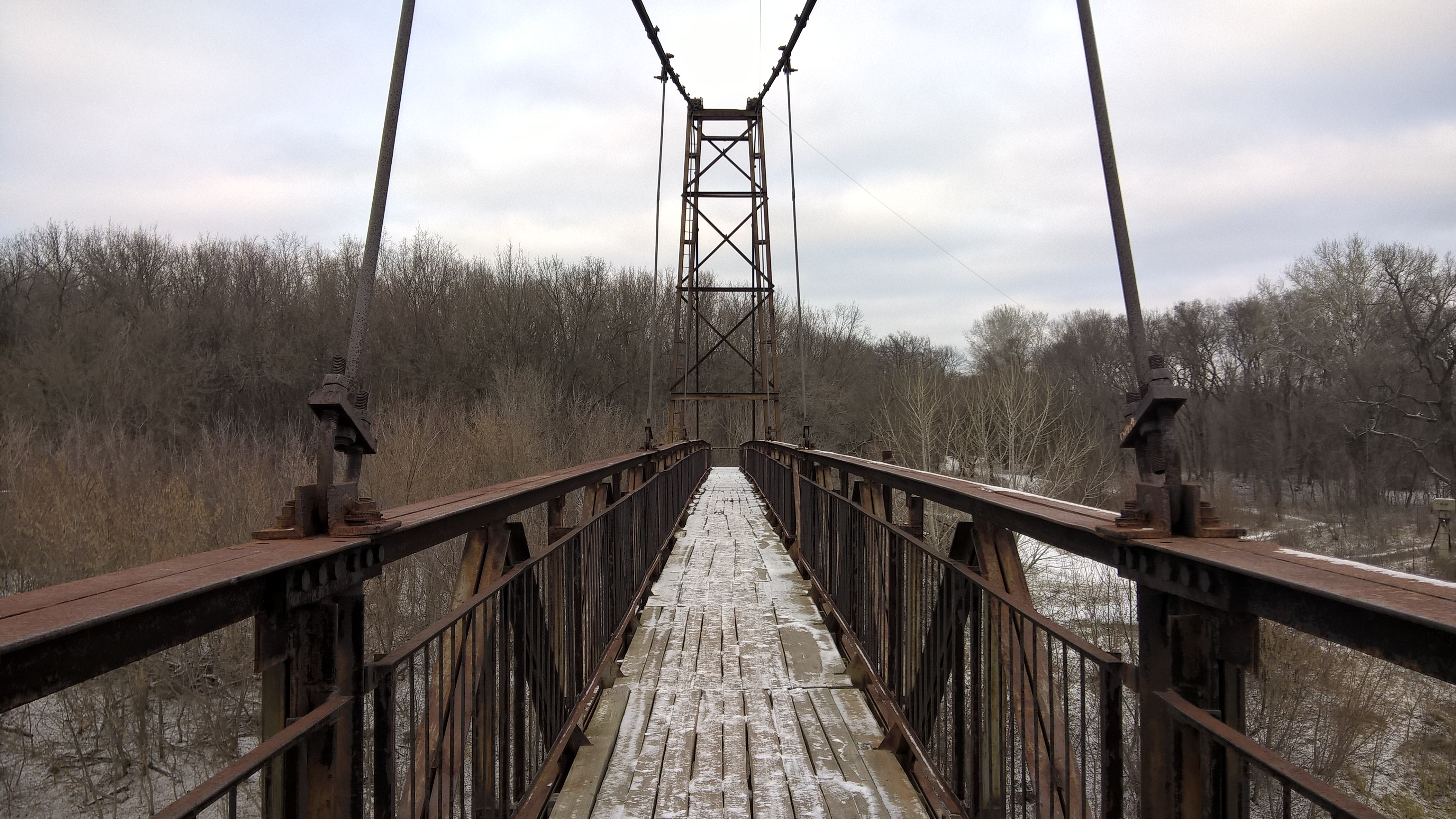
L'antic pont de fusta sobre el Donets